# Prosopocera maculosa
Prosopocera maculosa är en skalbaggsart som först beskrevs av Francis Polkinghorne Pascoe 1858.  Prosopocera maculosa ingår i släktet Prosopocera och familjen långhorningar. Inga underarter finns listade i Catalogue of Life.